# Barybas ferruginea
Barybas ferruginea är en skalbaggsart som beskrevs av Moser 1921. Barybas ferruginea ingår i släktet Barybas och familjen Melolonthidae. Inga underarter finns listade.